# Tryphon flavescens
Tryphon flavescens là một loài tò vò trong họ Ichneumonidae.